# Louis-Charles Levassor de Latouche Tréville
Louis-Charles Levassor de Latouche, ab 1737 Louis-Charles Levassor de Latouche Tréville (* 31. März 1709 in Le Lamentin, Martinique; † 13. April 1781 in Paris, Frankreich), war ein französischer Seeoffizier und Aristokrat des 18. Jahrhunderts. Er beendete seine Karriere als Gouverneur von Martinique und Gouverneur und Generalleutnant der Französischen Antillen. Er war der Vater von Louis-René Levassor de Latouche Tréville (1745–1804).

## Biografie

### Herkunft und Familie
Die Familie La Touche-Tréville stammte aus Paris, ihr ursprünglicher Familienname lautete Vassor oder Le Vassor. Mitglieder der Familie gingen um 1640 nach Martinique und Guadeloupe und waren maßgeblich an der Gründung und dem Aufbau dieser französischen Kolonien in Französisch-Westindien beteiligt. Der jüngere Zweig dieser Familie, der den Namen Le Vassor de La Touche annahm, kehrte nach Frankreich zurück und stellte in der Folge mehrere Marineoffiziere. Ludwig XIV. erhob die Familie Le Vassor de La Touche 1706 in den Adelsstand. Wenig später teilte sich dieser Zweig in Le Vassor de La Touche und Le Vassor de La Touche-Tréville.
Sein Vater, Charles-Lambert Le Vassor de La Touche († 1737), wurde am 11. November 1676 in Lamentin auf Martinique geboren. Am 17. August 1700 heiratete er im Alter von 24 Jahren in Fort-Royal die Tochter von Louis Mallerand de la Varenne, dem Kommandeur des Königs in Fort-Royal.
Er war der ältere Bruder von Charles-Auguste Levassor de Latouche (1712–1788), der sich im Amerikanischen Unabhängigkeitskrieg auszeichnete und 1779 zum Lieutenant-général (Vizeadmiral) befördert wurde.

### Marinekarriere
La Touche begann seine Militärkarriere in der französische Marine 1726 als Garde-marine (Fähnrich zur See).
1733 wurde er Enseigne de vaisseau (Leutnant zur See) und 1741 zum Lieutenant de vaisseau (Kapitänleutnant) befördert. Er wurde 1744 zum Ritter des Ordre royal et militaire de Saint-Louis geschlagen. Louis-Charles diente 1747 an Bord des Linienschiffes Tonnant und war mit diesem, in der Position eines Major d’escadre, an der Zweiten Seeschlacht am Kap Finisterre beteiligt. Die Beförderung zum Capitaine de vaisseau (Kapitän zur See) erfolgte 1751.

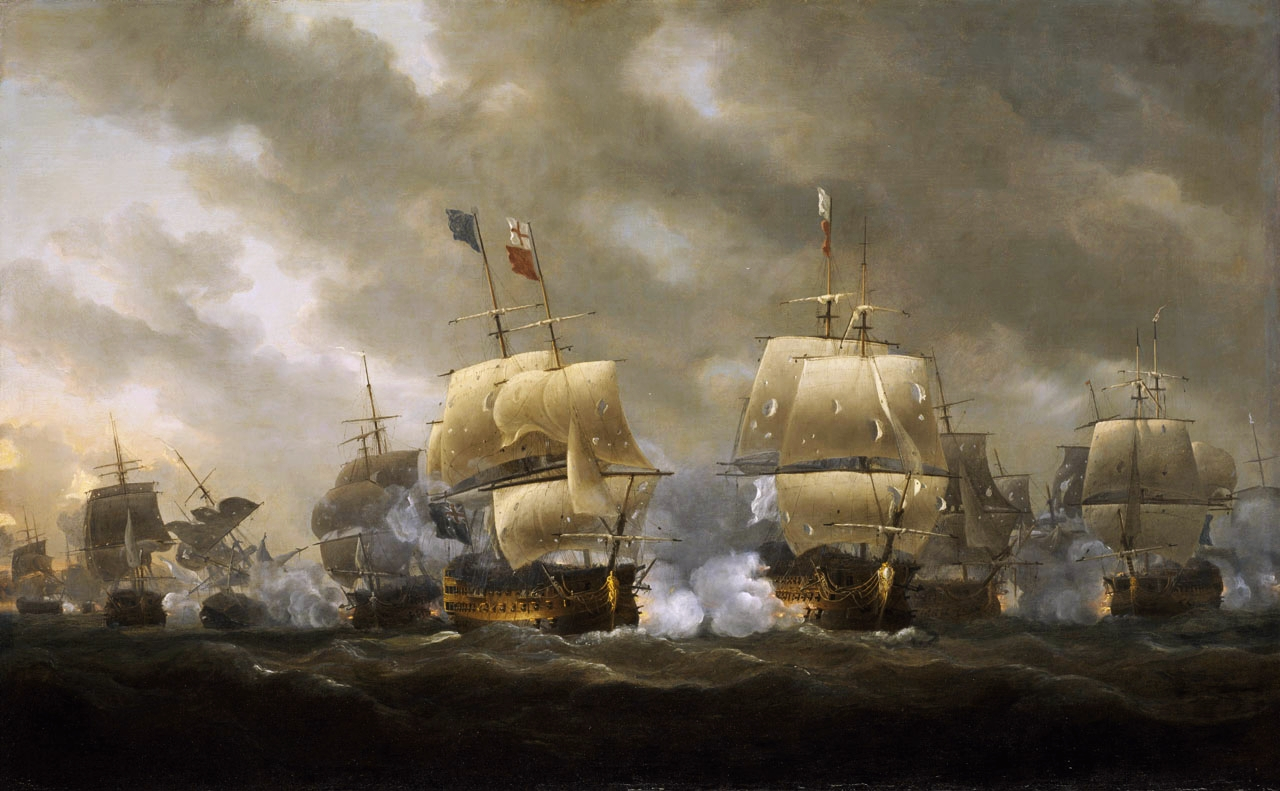
Die Seeschlacht in der Bucht von Quiberon, 20. November 1759. Ölgemälde von Nicholas Pocock (1740–1821), National Maritime Museum.

1759 befehligte er das 64-Kanonen-Linienschiff Dragon, das Teil der Flotte des Vizeadmirals und Marschalls de Conflans war. Sein jüngerer Bruder und sein Sohn waren ebenfalls Teil der Besatzung des Schiffes. Das französische Geschwader wurde am 20. November 1759 von der britischen Flotte unter dem Kommando von Admiral Sir Edward Hawke in der Bucht von Quiberon gestellt. In der folgenden Seeschlacht in der Bucht von Quiberon (auch „Kardinalsschlacht“) verlor die französische Marine sieben Linienschiffe, die Dragon kam allerdings davon und suchte Schutz in der Mündung der Vilaine. In der Folge errichteten die Briten eine Blockade, die sich auf alle Häfen Frankreichs erstreckte.

#### Gouverneur von Martinique und Französisch-Westindien
1760 wurde Latouche anstelle des unbeliebten François V. de Beauharnais zum Gouverneur von Martinique ernannt und war von 1761 bis 1762 ebenso Generalkommandant von Französisch-Westindien. Für die Reise in die Karibik durchbrach er die britische Blockade an der Mündung der Charente im Dezember 1760 mit der Fregatte Hébé. Als Mitglied der zwar französischstämmigen aber auf der Insel geborenen Elite konnte er dazu beitragen, die Moral der lokalen Bevölkerung zu stärken. Er brach Ende 1760 mit der Fregatte Tigre nach Martinique auf. Nachdem Latouche im Februar 1761 in Martinique ankam, verschwendete er keine Zeit. Er inspizierte die kleinen Festungen und Batterien der Insel, begann mit der Reparatur der Straßen und ordnete die Ausbildung der Armee und der Milizionäre an, um sich auf den unvermeidlichen Angriff der Briten vorzubereiten. Er druckte seine Verordnungen und verteilte sie als erster Gouverneur auf der ganzen Insel. Eine Verordnung vom September 1761 erklärte die Zufriedenheit des Königs mit der Loyalität der Kolonisten und forderte sie auf, die Insel zu verteidigen.
1759 waren die Briten bereits auf Guadeloupe gelandet und hatten nach einem harten dreimonatigen Kampf den französischen Widerstand schließlich gebrochen. Der britische Befehlshaber General John Barrington behandelte die Unterlegenen großmütig und ließ die französischen Plantagenbesitzer ihren Zucker zu guten Preisen nach Großbritannien verkaufen. In den nächsten drei Jahren lieferten britische Schiffe im Gegenzug mehr als 17.500 Sklaven nach Guadeloupe. Die Folge war ein Boom der Zuckerwirtschaft. Die Pflanzer auf Martinique, die von ihren Märkten abgeschnitten waren und sich inzwischen in einer verzweifelten finanziellen Lage befanden, waren sich dessen bewusst. Als im Januar 1762 eine große britische Streitmacht landete, desertierten daher die meisten Milizeinheiten und die örtlichen Führer forderten Frieden zu den gleichen Bedingungen wie auf Guadeloupe. Zugleich ignorierten sie La Touches Aufruf zu anhaltendem Widerstand, wodurch die Insel innerhalb von drei Wochen fiel. Am 13. Februar 1762 unterzeichnete Latouche Kapitulationsurkunden vor den britischen Streitkräften unter der Führung von Admiral Rodney und General Robert Monckton.
Zurück in Frankreich wurde er nach dem Friedensschluss von 1763 1771 zum Chef d’escadre (Konteradmiral) und 1775 zum Kommandeur der Marine in Rochefort befördert. Die Dienststellung bekleidete er offiziell bis zu seinem Tod 1781.

#### Im Amerikanischen Unabhängigkeitskrieg
Am 17. August 1776 erreichte die Nachricht von der Unabhängigkeitserklärung der Vereinigten Staaten Paris. Die Franzosen unterstützten die Amerikaner gegen die Briten, aber sowohl Frankreich als auch Großbritannien wollten zunächst unbedingt einen Krieg vermeiden. Anfang August gab Lord Shelburne bekannt, dass er vorhabe, Frankreich zu besuchen, um die Seehäfen zu inspizieren. Latouche wurde angewiesen, Lord Shelburne höflich darüber zu informieren, dass die Magazine und andere gesperrte Depots stets für die Öffentlichkeit geschlossen seien. Latouche antwortete: „Unter dem Anschein persönlicher Aufmerksamkeit werde ich ihn [Shelburne] keinen Moment verlassen.“ Er vermied es zu prahlen, sondern beklagte stattdessen die Mittelmäßigkeit der französischen Streitkräfte und schrieb: „Das wird ihn ruhig halten.“
Im Mai 1777 wurde Latouche in einen Vorfall verwickelt, bei dem Kaufleute aus Rochefort das große Transportschiff Hippopotame von der französischen Marine zu einem günstigen Preis kauften. Zur Überprüfung auf Schäden stellte er sogar das Trockendock von Rochefort zur Verfügung. Ende Juli wurde offenbar, dass das Schiff als Blockadebrecher mit Waffen, Munition und Personal zur Fahrt in die Dreizehn Kolonien genutzt werden sollte. Der französische Marineminister Antoine de Sartine beauftragte Latouche, den Fall zu untersuchen. Latouche gab in seinem Bericht an, ein Mitglied des Kongresses sollte mit einer Reihe von Kanonen nach Amerika gebracht werden. Das Ziel des Schiffes wäre allerdings Santo Domingo, das endgültige Ziel kenne er nicht. Das Schiff konnte daraufhin Rochefort im Januar 1778 tatsächlich verlassen, um als Blockadebrecher und später als Teil der französischen Flotte auf dem Kriegsschauplatz in Nordamerika eingesetzt zu werden.
1779 wurde Latouche zum Lieutenant-général (Vizeadmiral) ernannt und mit dem Großkreuz des Ordre royal et militaire de Saint-Louis ausgezeichnet. Er starb am 14. April 1781 im Alter von 72 Jahren. Sein Amtsnachfolger in Rochefort wurde sein jüngerer Bruder.